# Emil Nanu
Emil Nanu (n. 17 octombrie 1981, Tulcea, Tulcea, România) este un fost fotbalist ce a evoluat la Delta Tulcea.